# NGC 77
NGC 77 é uma galáxia elíptica (E-S0) localizada na direcção da constelação de Cetus. Possui uma declinação de -22° 31' 56" e uma ascensão recta de 0 horas, 20 minutos e 01,6 segundos.
A galáxia NGC 77 foi descoberta em 1886 por Frank Müller.